# 曲靖府

雲南省の曲靖府の位置（1820年）

曲靖府（きょくせいふ）は、中国にかつて存在した府。明代から民国初年にかけて、現在の雲南省曲靖市一帯に設置された。

## 概要
1276年（至元13年）、元により曲靖路総管府が置かれた。曲靖路は雲南等処行中書省に属し、南寧県と越州・霑益州・陸涼州・馬竜州・羅雄州の5州を管轄した。
1382年（洪武15年）、明により曲靖路は曲靖府と改められた。曲靖府は雲南省に属し、南寧・亦佐の2県と霑益州・陸涼州・馬竜州・羅平州の4州を管轄した。
清のとき、曲靖府は雲南省に属し、南寧・平彝・霑益州・陸涼州・馬竜州・羅平州・宣威州・尋甸州の6州2県を管轄した。
1913年、中華民国により曲靖府は廃止された。